# ジョルジュ・ロシュグロス
ジョルジュ・ロシュグロス（Georges-Antoine Rochegrosse、1859年8月2日 - 1938年7月11日）はフランスの画家である。最初は歴史画を描いたが、後には「オリエンタリズム」の画家として、中東趣味の女性を多く描いた。オペラのポスターなどの原画も描いた。

## 略歴
ヴェルサイユで生まれた。パリのアカデミー・ジュリアンでジュール・ジョゼフ・ルフェーブルやギュスターヴ・ブーランジェに学んだ。典型的な「アカデミック絵画」の画家として出発し、歴史画を描いた。1882年のサロン・ド・パリにデビューし、翌年、ギリシア神話の女性、アンドロマケーを描いた作品で金賞を受賞した。1889年のパリ万国博覧会に出展し入選した。1892年にレジオンドヌール勲章（シュヴァリエ）を受勲した。）
修行のため、イタリア、ドイツ、ベルギー、オランダを旅し、1894年にアルジェリアを旅した後、「オリエンタリズム」への嗜好が高まった。アルジェリアで看護師で工芸家のマリー・レブロン(Marie Leblon: 1852-1920）と知り合い、1896年に結婚した。1900年から妻のマリー・ロシュグロスとアルジェ郊外のエル・ビアール（El Biar）に住み夏はパリですごした。
ポスターの原画や書籍の挿絵も描いた。
1910年にレジオンドヌール勲章（オフィシエ）を受勲した。1920年に妻が亡くなった後は、自分の名前にマリーの名前を追加し、ジョルジュ・マリー・ロシュグロスの名前で	作品に署名した。
1938年にエル・ビアールで亡くなった。

## 作品

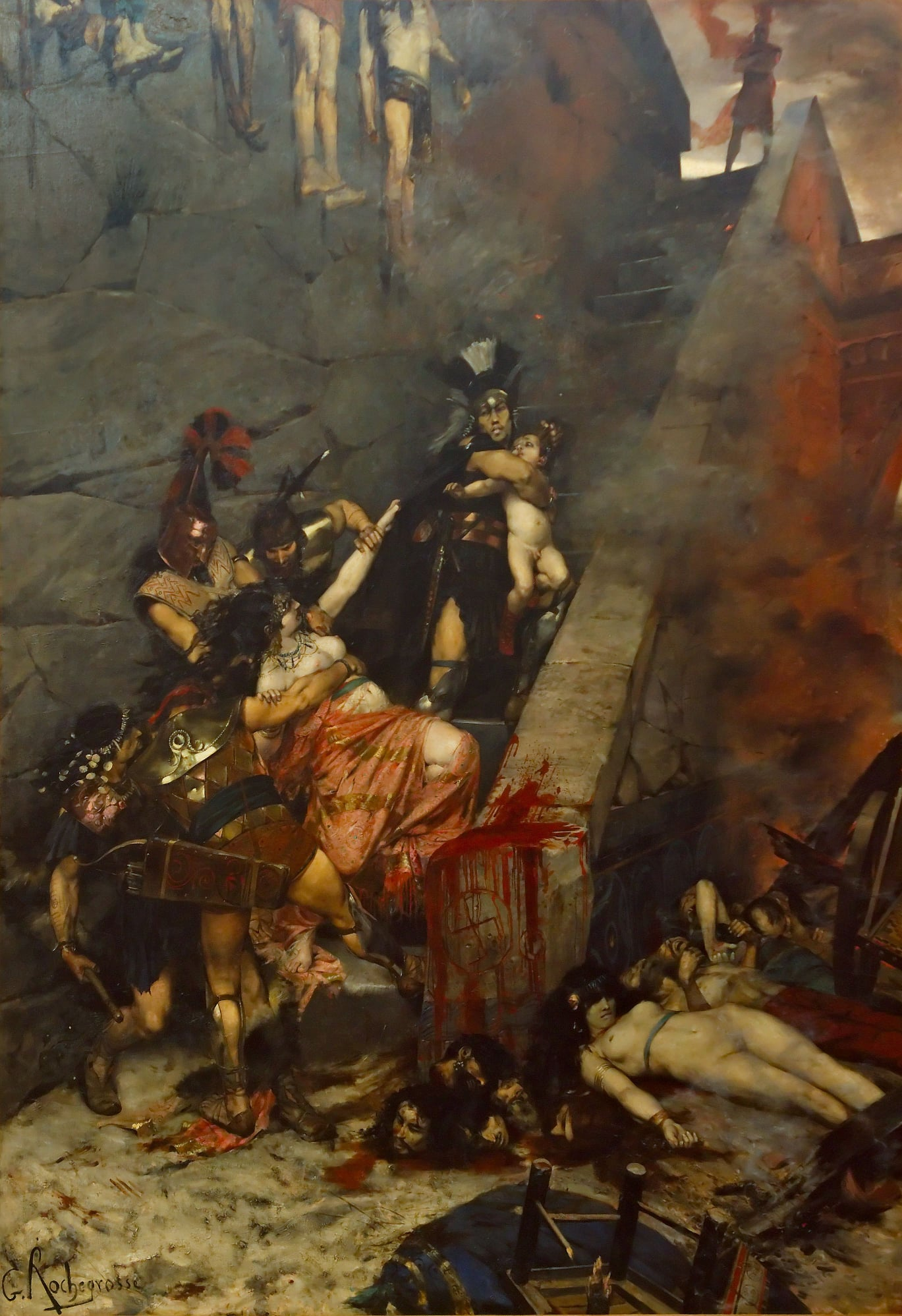
アンドロマケー
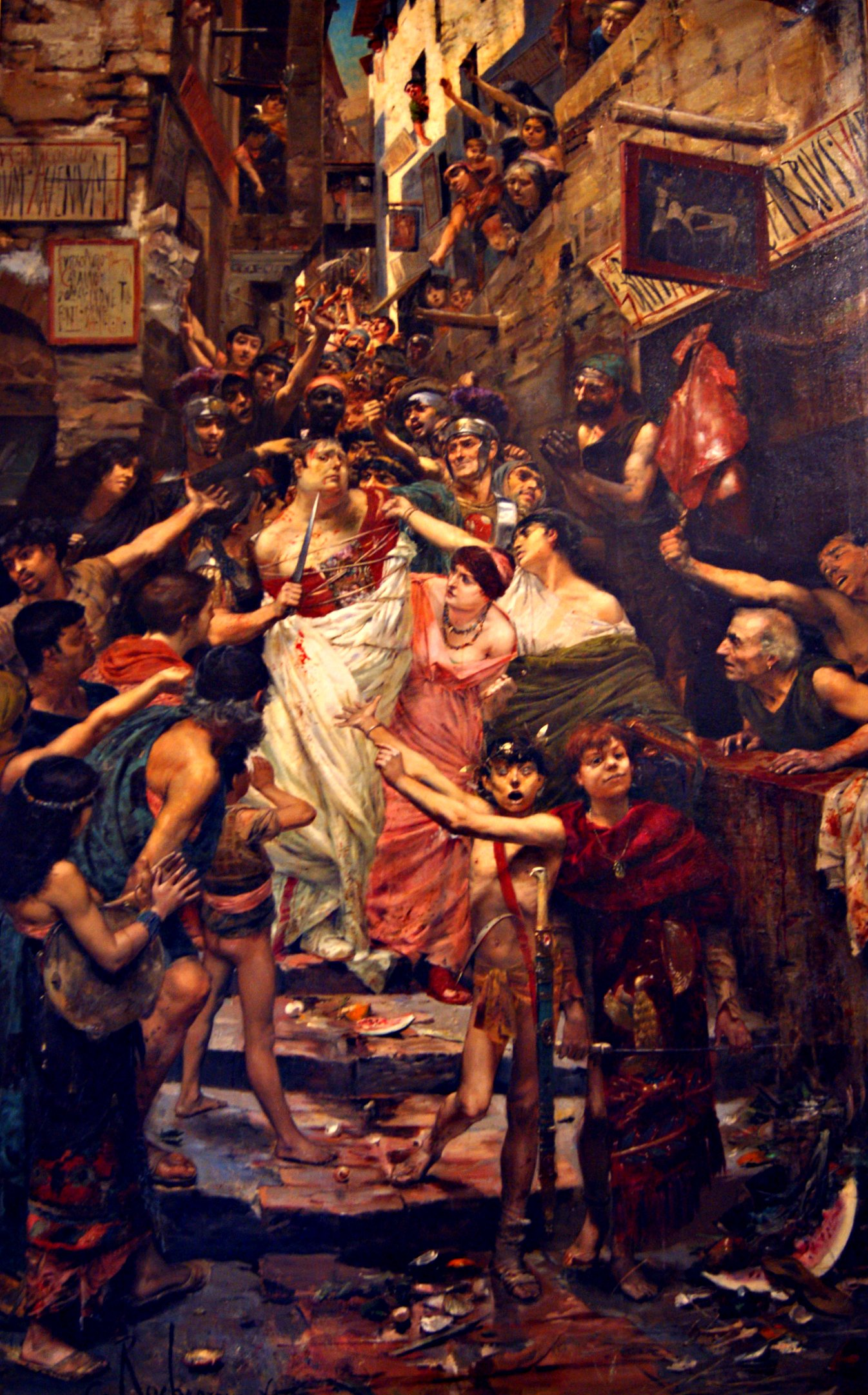
民衆に連行されるルキウス・ウィテッリウス
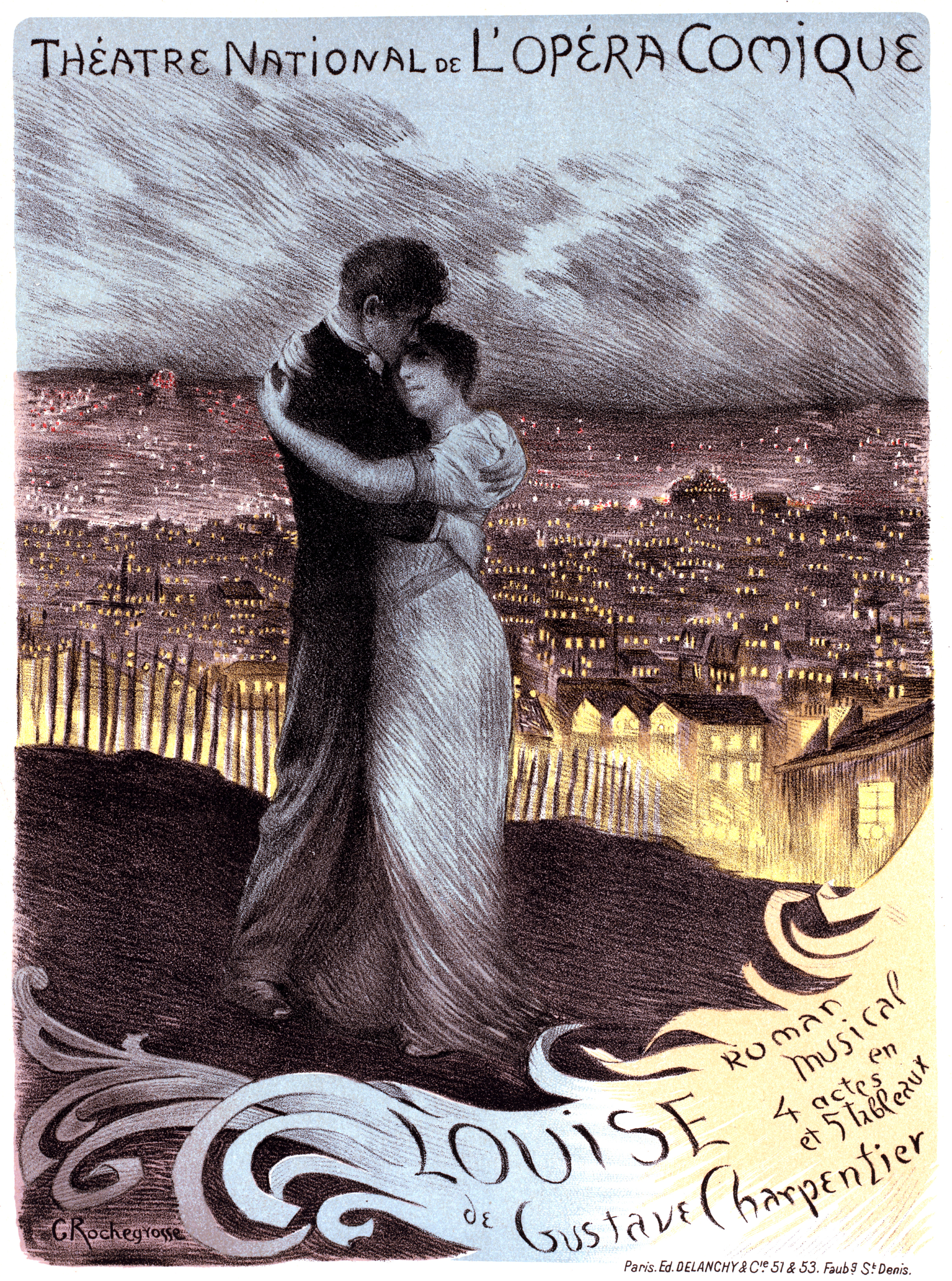
シャルパンティエのオペラのポスター
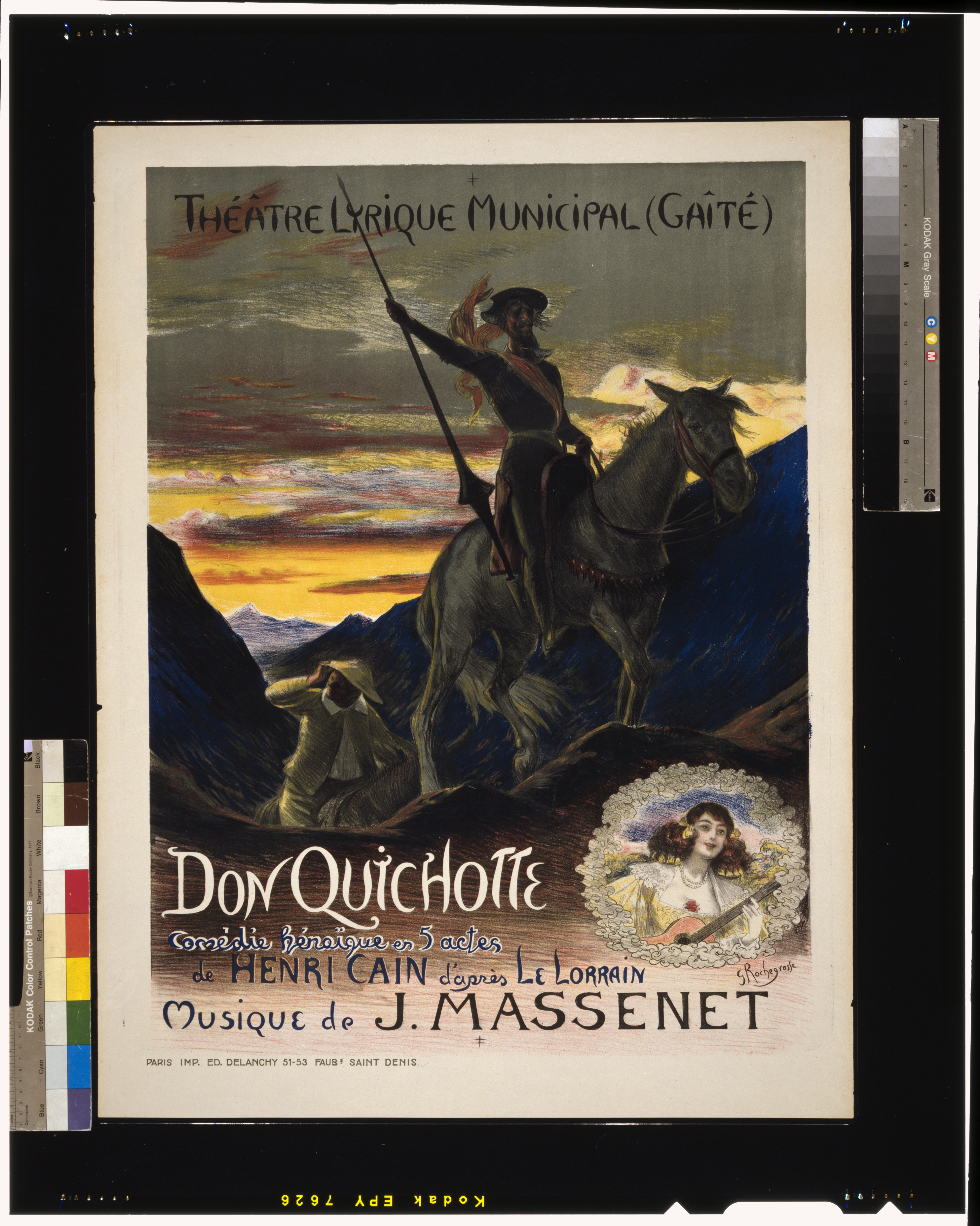
マスネの歌劇「ドン・キショット」のポスター

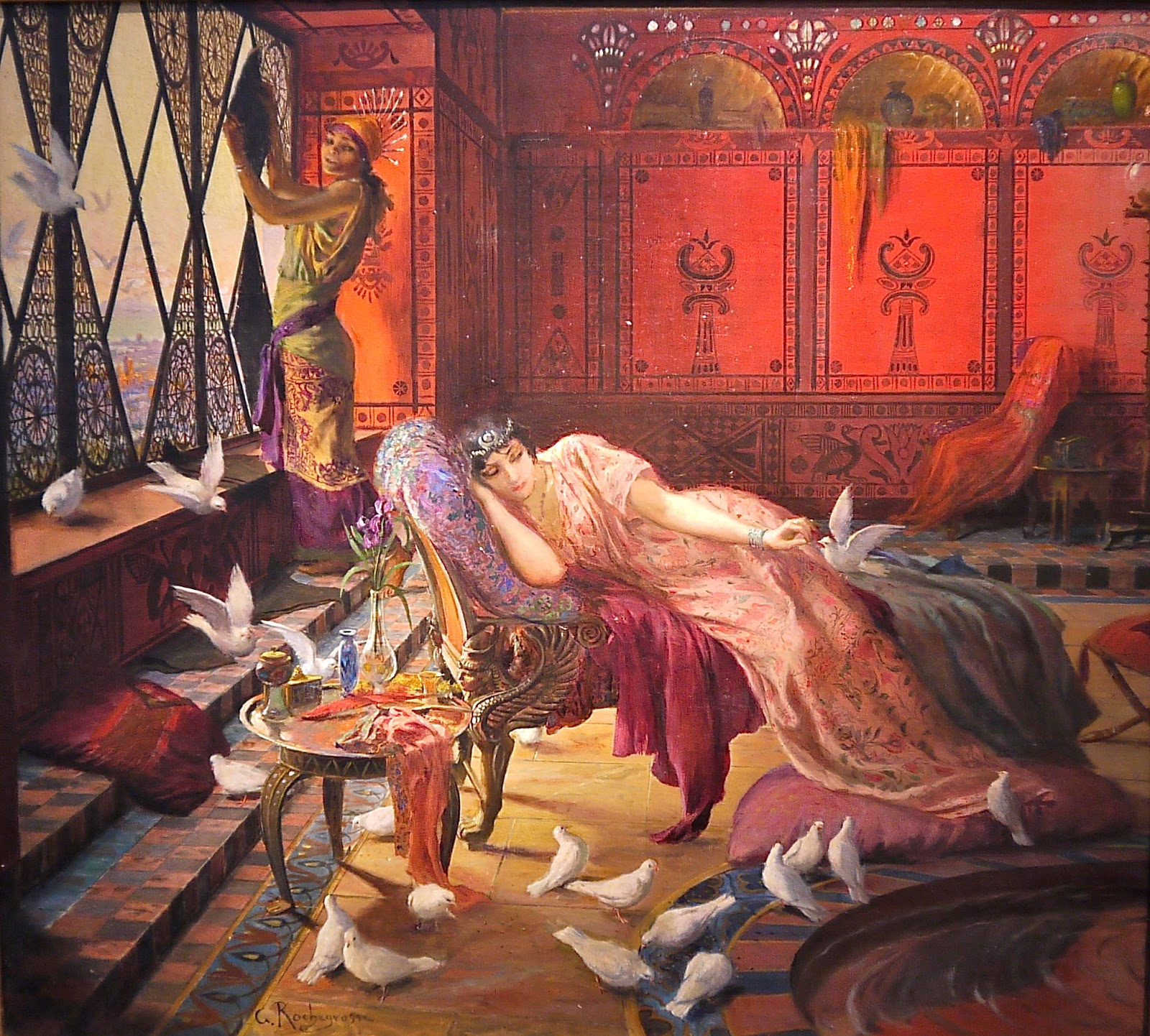
サランボーと鳩
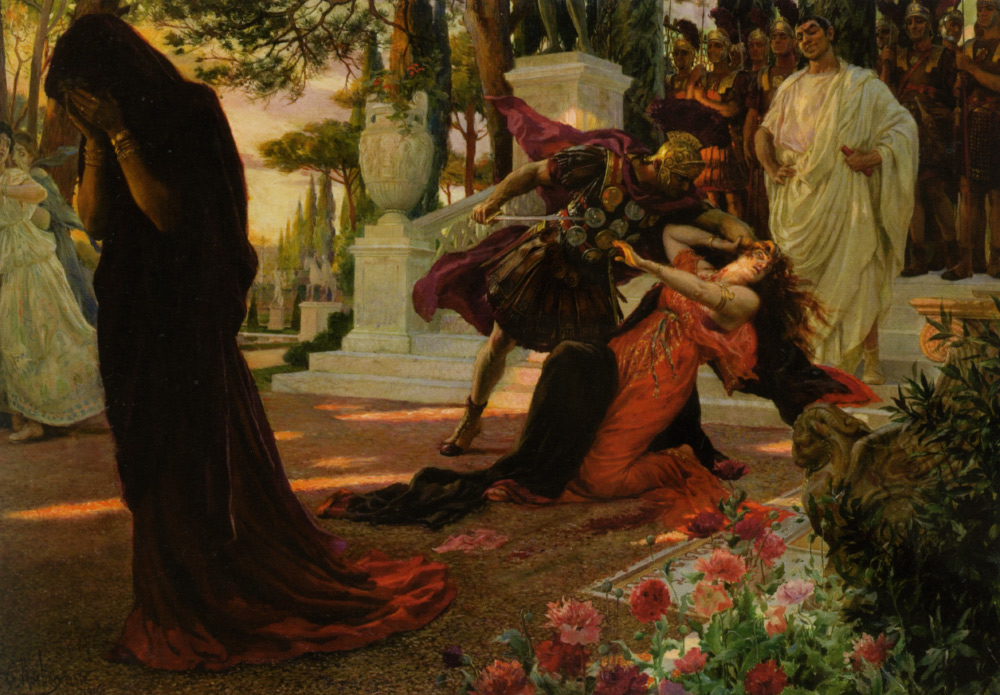
メッサリナの死
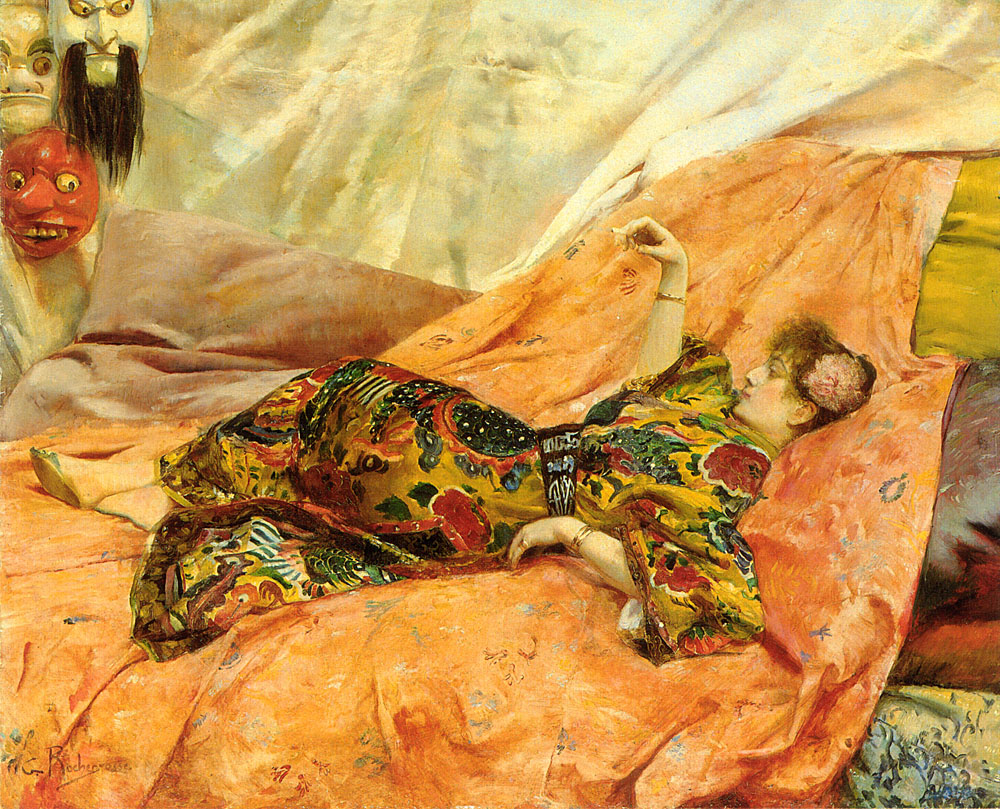
女優サラ・ベルナール
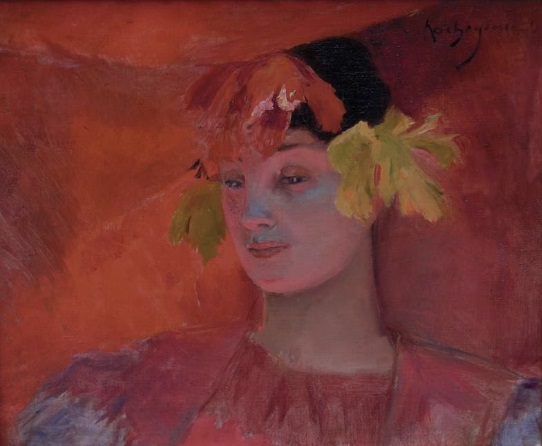
バレリーナ
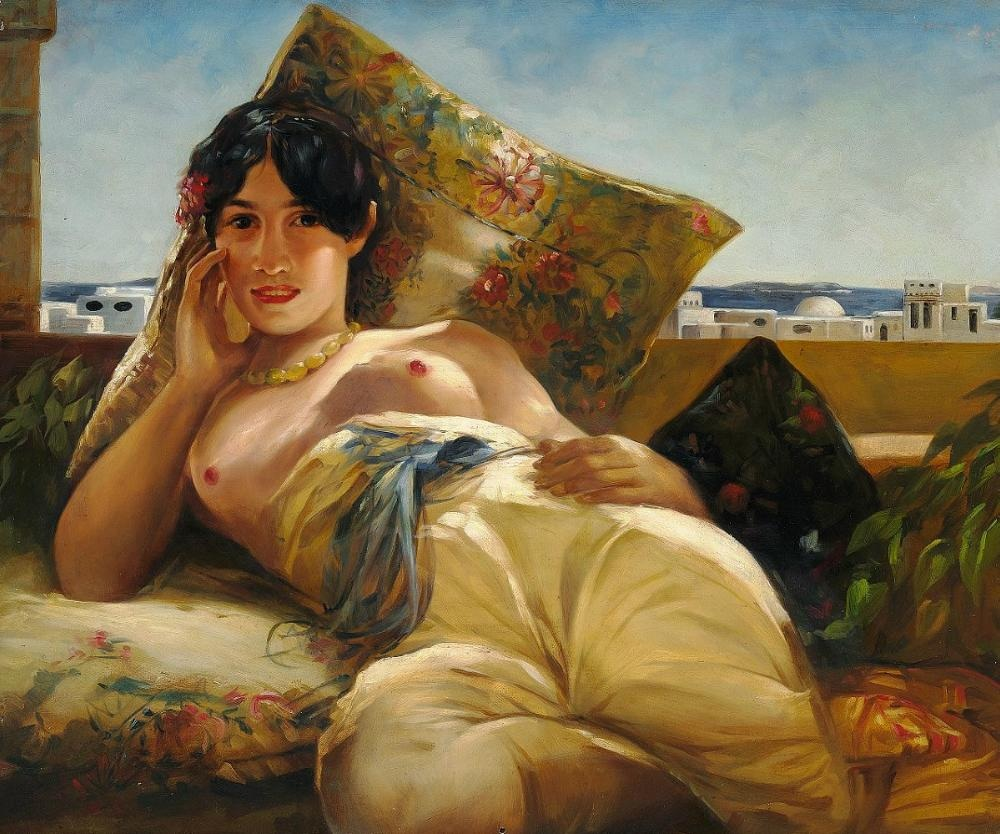
オダリスク（ハレムの女）
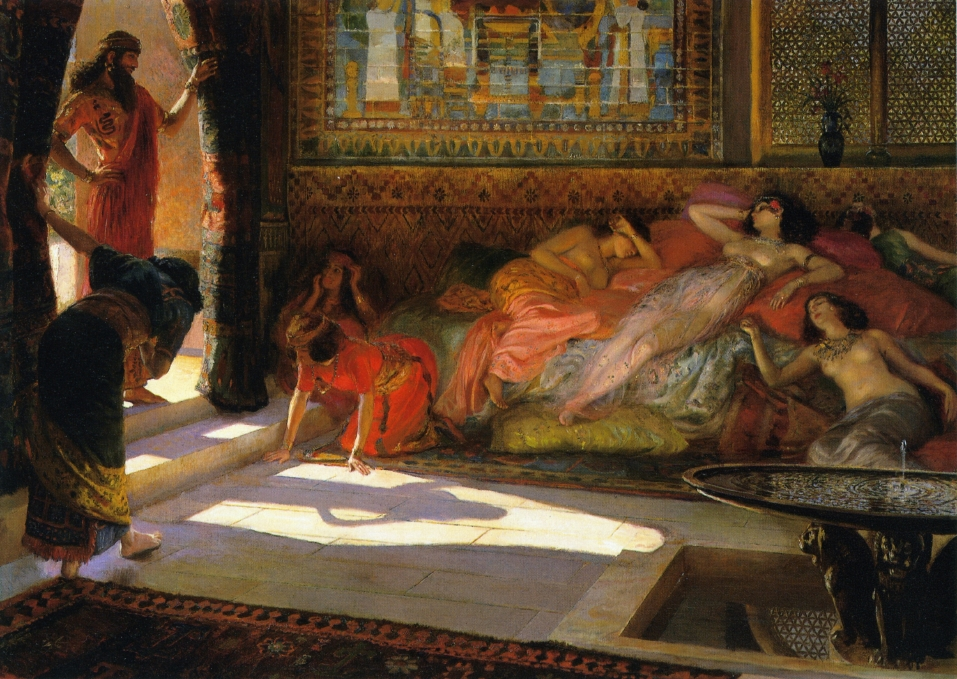
アラビアの女
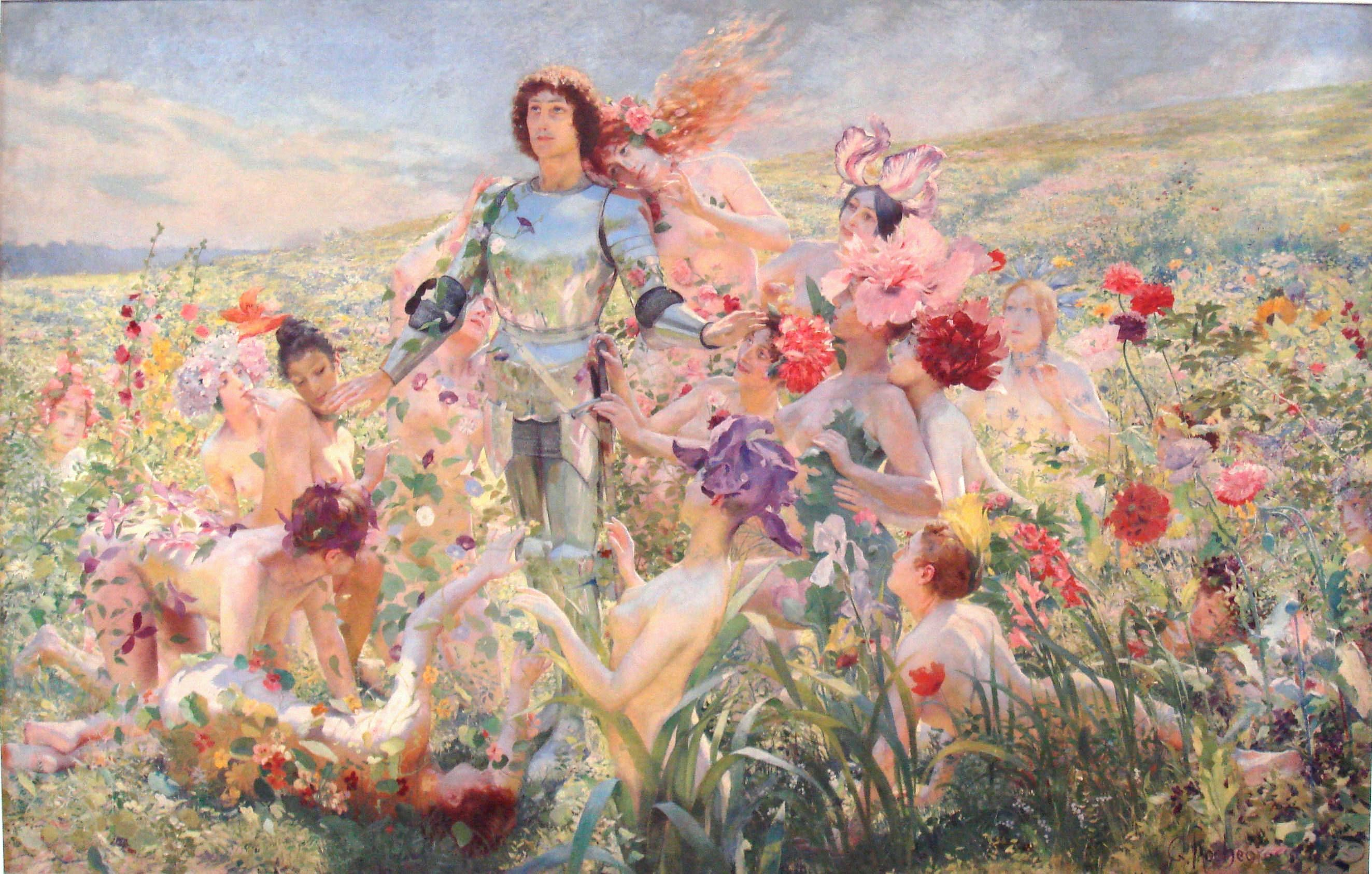
花の騎士